# Junkers Ju 90
O Junkers Ju 90 foi um avião comercial desenvolvido pela Lufthansa pouco antes da Segunda Guerra Mundial.